# Bécassine des marais
Gallinago gallinago
Espèce
Statut de conservation UICN

 LC  : Préoccupation mineure
La Bécassine des marais (Gallinago gallinago) est une espèce d'oiseaux de la famille des Scolopacidae. Il s'agit de l'une des trois espèces de bécassines vivant en France.

## Étymologie
Bécassine est un diminutif de bécasse dont le nom est tiré du mot latin « beccum » dérivé du gaulois (le nom correspondant à bec en latin classique étant « rostrum »).

## Caractéristiques
Cet oiseau mesure 25 à 27 cm de longueur pour une envergure de 37 à 45 cm et une masse de 80 à 120 g.
Sa longévité maximale est de 12 ans.

## Aire de répartition
Cet oiseau vit dans une grande partie des régions centrales et nordiques de l'Eurasie, notamment en Arménie où ces oiseaux résident de façon permanente autour du lac Arpi et l'hiver il migre vers des régions plus chaude en Europe de l'Ouest, en Afrique et en Asie.

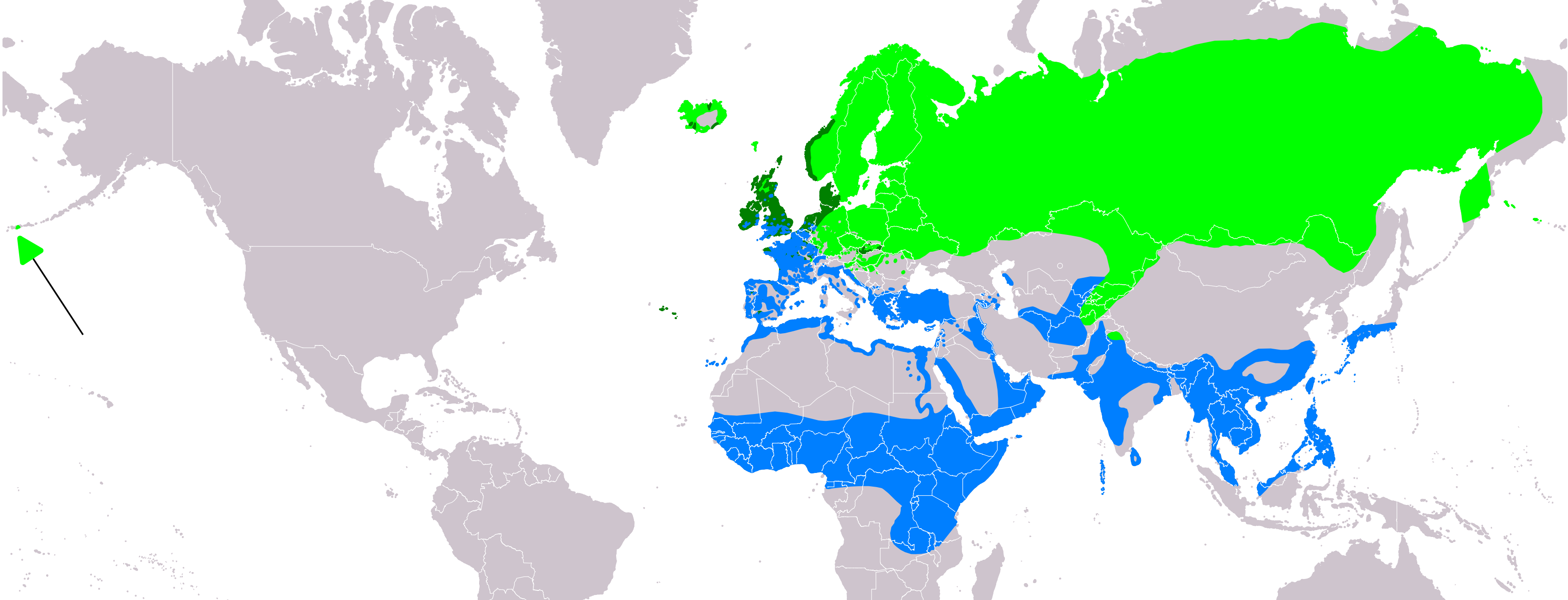
Distribution de la bécassine des marais

## Alimentation
Cet oiseau se nourrit essentiellement de petites proies animales qu'il capture en sondant la vase : vers, mais aussi insectes, crustacés, mollusques, et parfois aussi  graines et baies.

## Reproduction

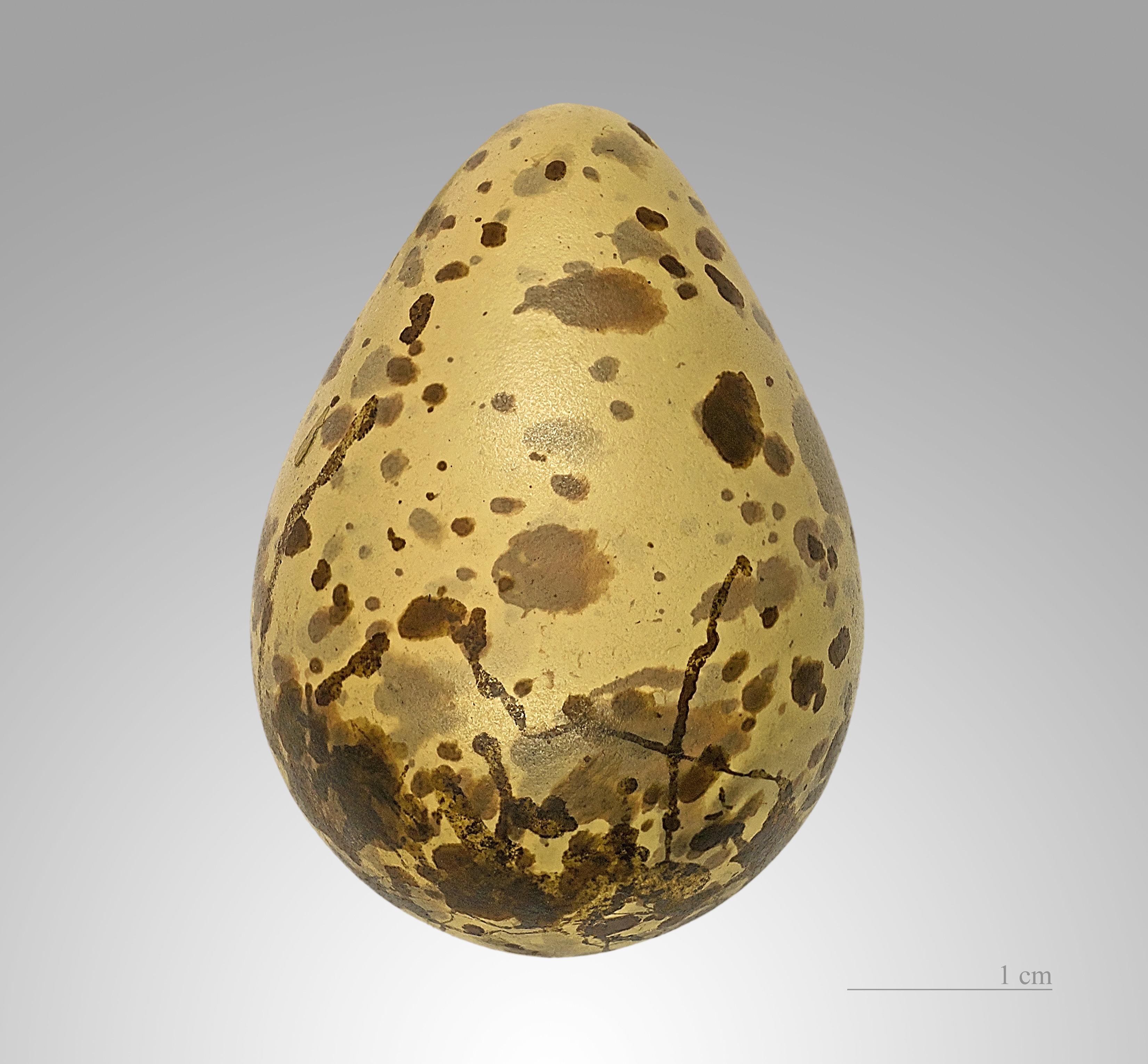
Œuf de Bécassine des marais - Muséum de Toulouse

Pendant ses parades nuptiales, le mâle fait des plongées spectaculaires. Les vols en zigzags du mâle, destinés à délimiter le territoire, produisent un son audible « v-v-v », dû à la vibration des rectrices. Le vol de parade, qui s'accompagne de bruissements vibrants provoqués par les rectrices externes, consiste à plonger en oblique.

## Migration
Les oiseaux originaires des pays nordiques sont migrateurs.
Partent des pays de l'Est en migration post-nuptiale pour rejoindre l'Europe de l'Ouest.

## Diminution de la population
L'Union internationale pour la conservation de la nature classe la bécassine des marais comme préoccupation mineure. En Wallonie et en France, l’espèce est classée en catégorie CR (en danger critique) dans la liste rouge des espèces menacées,.
Le sort de cet oiseau prouve combien la disparition des zones humides affecte la biodiversité. Autrefois répandu en Europe, il connaît un déclin rapide depuis les années 1980. Le drainage des marécages, la construction de canaux, l'agriculture intensive ou l'urbanisation à proximité de son habitat sont des éléments contribuant à diminuer sa population.

## Relations avec l'homme
La Bécassine des marais est un oiseau très apprécié en tant que gibier.

## Taxinomie
D'après la classification de référence (version 14.1, 2024) de l'Union internationale des ornithologues, la Bécassine des marais possède 2 sous-espèces (ordre philogénique) :
- Gallinago gallinago faeroeensis (Brehm, CL, 1831) — Islande, îles Féroé, Orcades et Shetland ;
- Gallinago gallinago gallinago (Linnaeus, 1758).

## Galerie photo

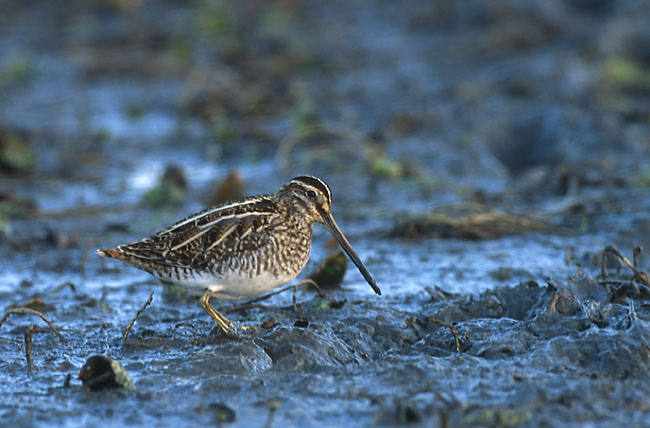
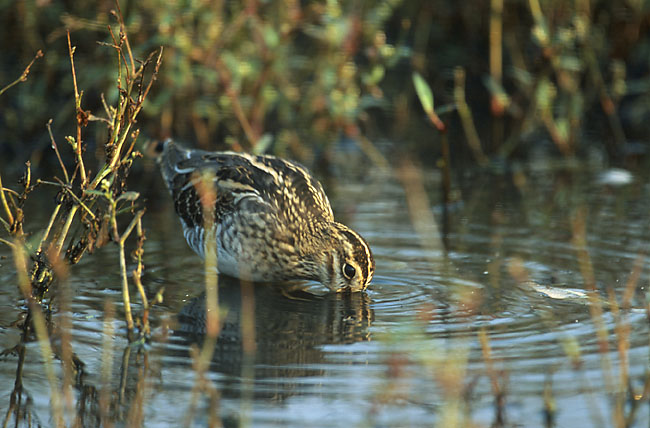
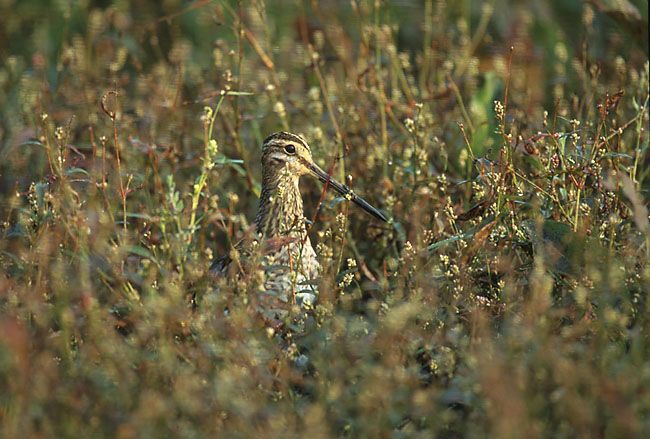
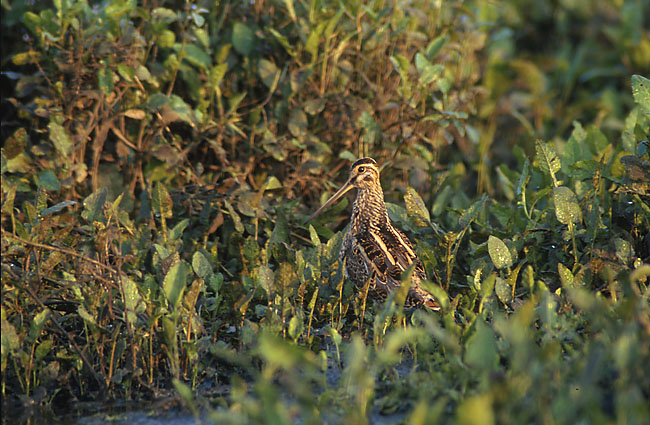
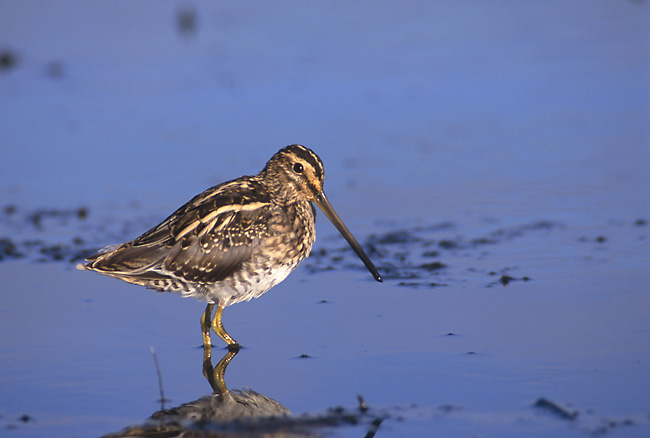
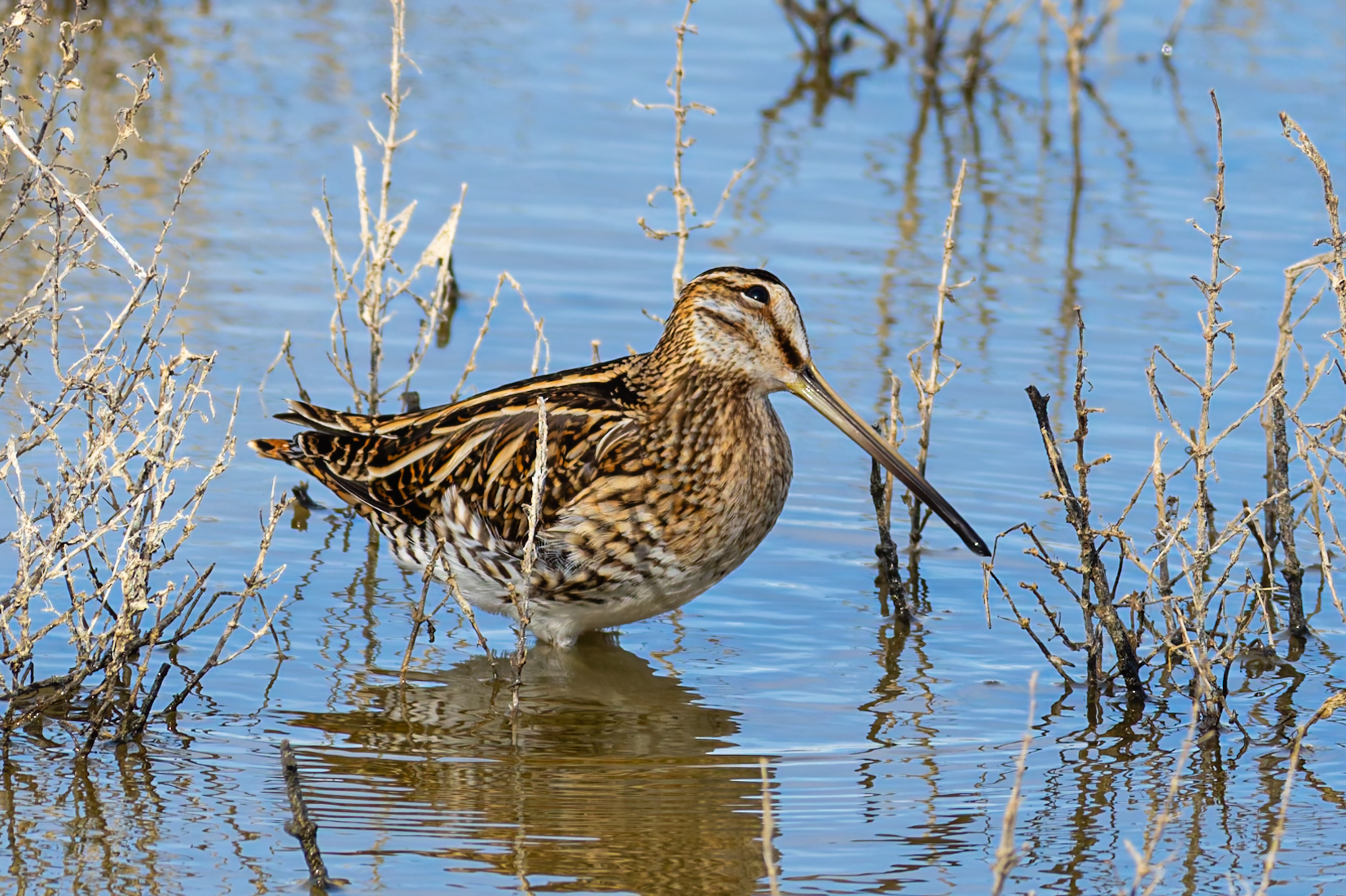
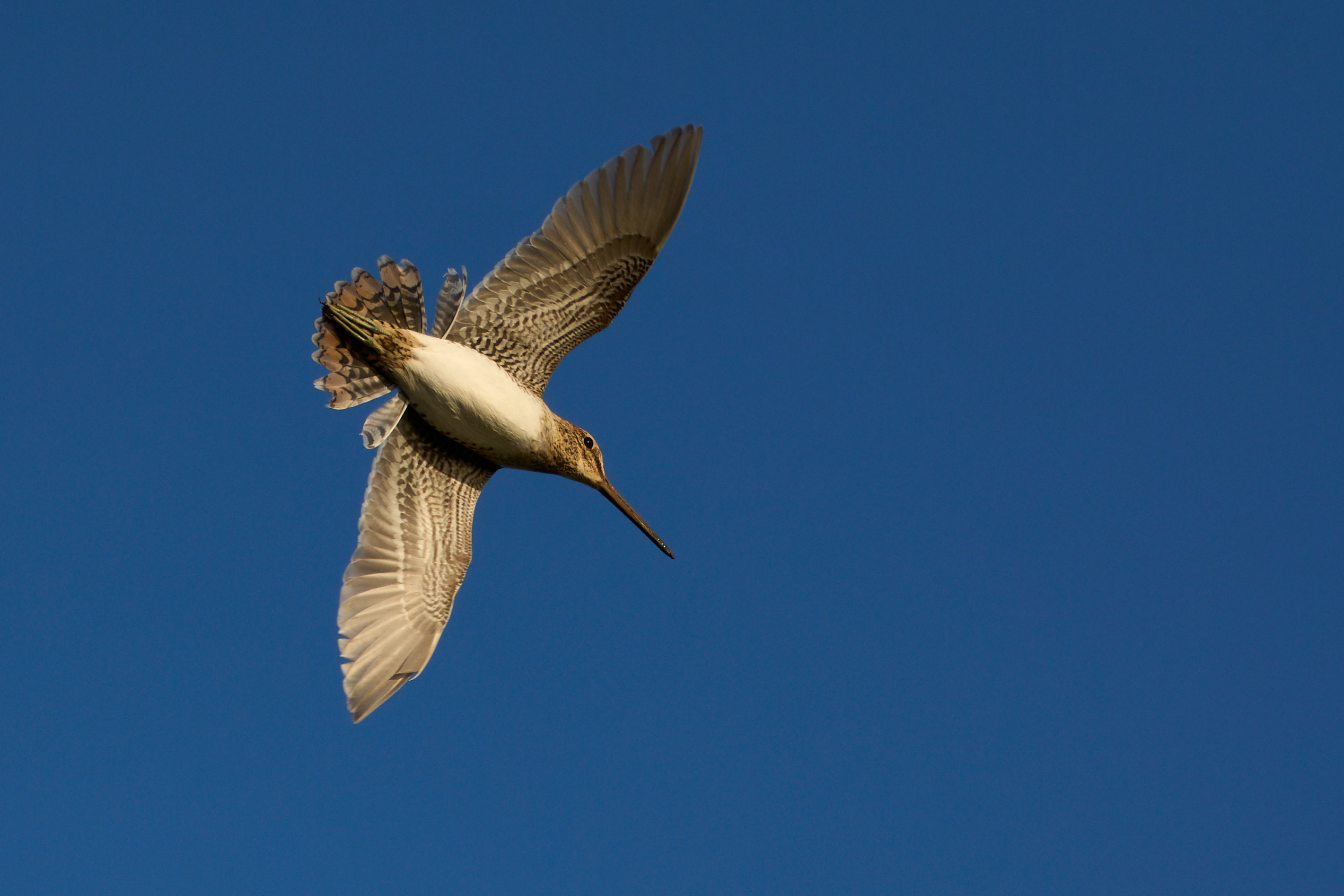
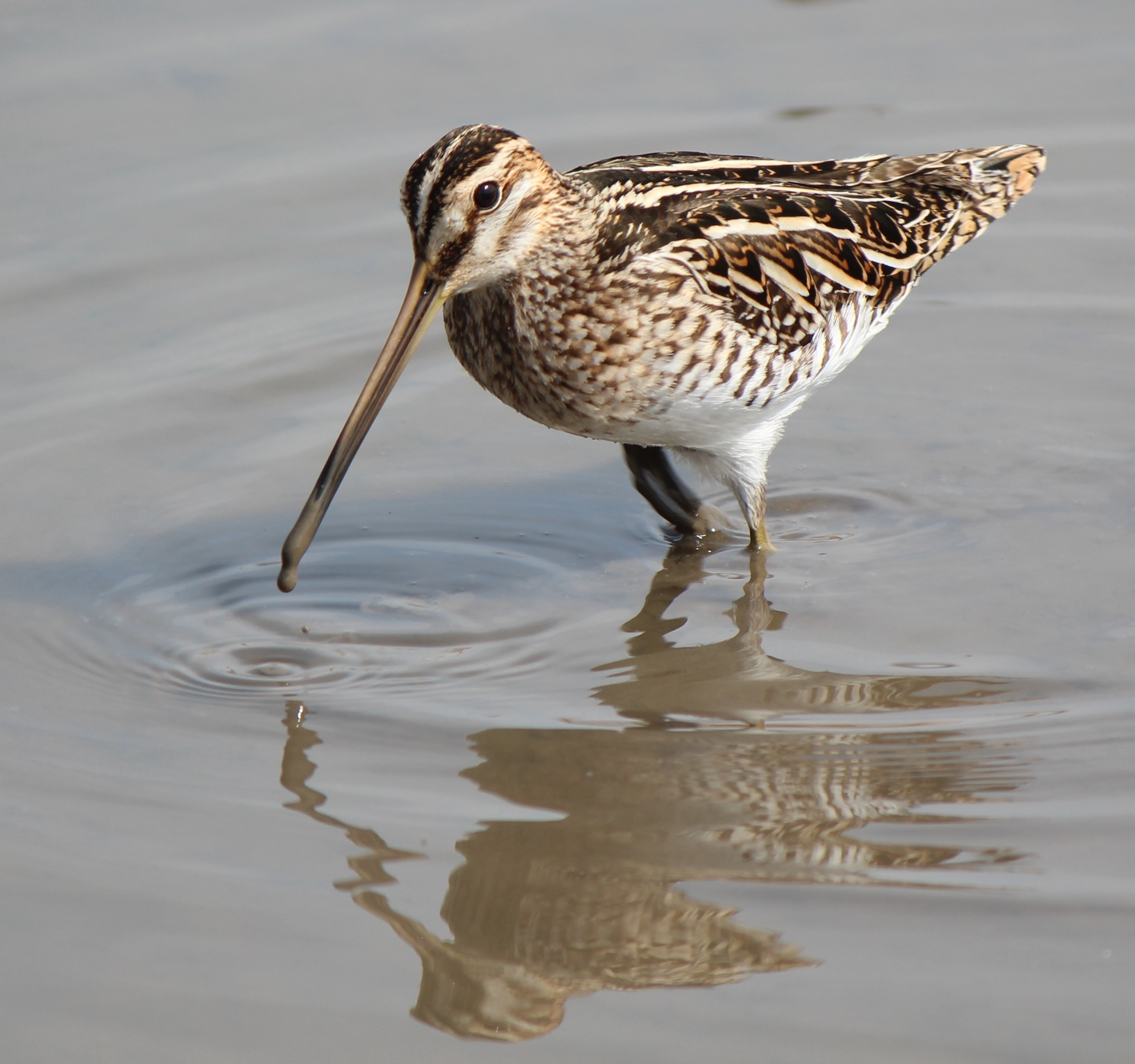
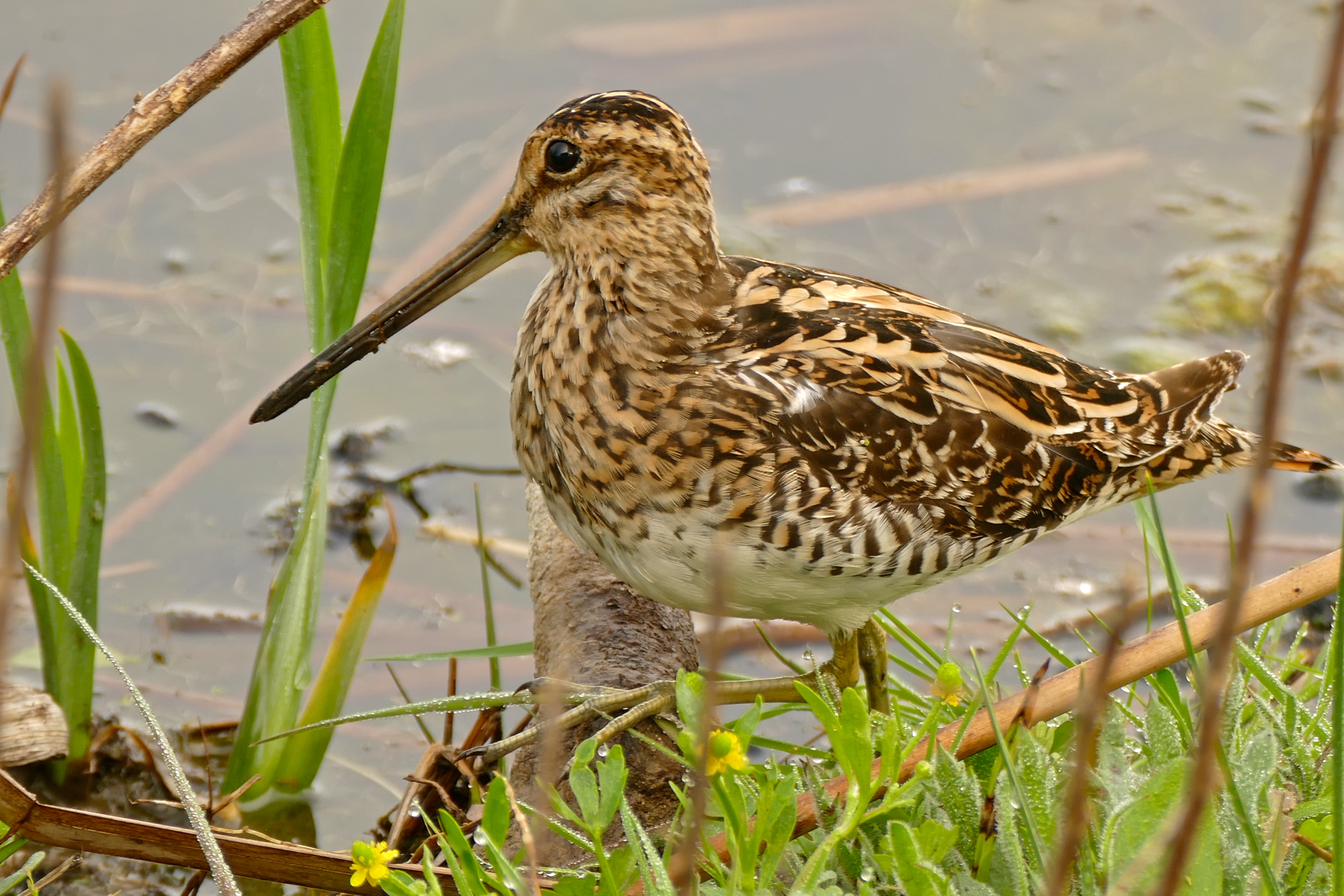
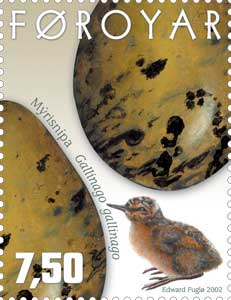
Œuf et poussin d'une bécassine des marais